# Виноградівка (Арцизька міська громада)
Виногра́дівка (до 1945 Бургуджи)— село Арцизької міської громади в Болградському районі Одеської області в Україні.
Населення становить 2520 осіб.

## Назва
Усі дослідники та історики одностайні в тому, що назва села Бургуджи в Бессарабії походить від однойменного села Бургуджії на прабатьківщині, в Болгарії.
Бургуджи — означає:
- бурильщик, свердлувальник;
- спеціаліст з виготовлення металевих свердел — буравчиків (по турецьки «бургун»).

## Історія
Село Бургуджи засноване в 1830 р вихідцями з села Бургуджії [Архівовано 25 грудня 2021 у Wayback Machine.] (з 1882р. Горно Александрово) Слівенського округу Болгарії (84 сім'ї). Переселенці, рятуючись від багатовікового османського рабства, оселилися на казенних землях (на ділянках № 67 і № 68) на обох берегах річки Дракуля, яка в даний час ділить с. Виноградівка на дві частини з півночі на південь. З моменту заснування села населення займалося в основному тваринництвом і землеробством. У перші роки поселення жителі села займалися скотарством, переважно — вівчарством. Розведення овець давало колоністам молоко, бринзу, жир, м'ясо, вовну, шкуру. Селяни самі виготовляли собі одяг, взуття, лагодили яловичі шкури і шкури овець. На ручних ткацьких верстатах виготовляли сукно для верхнього одягу, а з конопель та льону — білу тканину. У селі також були свої ковалі, ливарники, бондарі, муляри, столяри, покрівельники та ін. майстри. Поступово тваринництво стало витіснятися землеробством, в основному хліборобством. Селяни села Бургуджи обробляли яру і озиму пшеницю, жито, ячмінь, просо, коноплі, льон. Колоністи ґрунтовно займалися також виноградарством, садівництвом і городництвом. Переселенцям колонії Бургуджи було виділено 7 466 десятин придатної землі. Це дозволяло мешканцям зберігати традиційний напрям господарства, не піддаючи його значної модернізації, і селянський спосіб життя своїх предків.
Історик А. Скальковський, який в 1848 році у своїй книзі писав «Бургуджи — це нова і хороша колонія, заснована румелійськими болгарами в 1830 р. Зусилля болгар колонії Бургуджи, їх виняткова працелюбність перетворюють це покинуте, спустошене місце в благодатний край». 
Село поступово розвивалося і міцніло. У 1831 р. відбулося освячення дерев'яної каплиці в ім'я Св. Великомученика Георгія Побідоносця. У 1839 р. відбулося освячення Свято-Георгіївського молитовного будинку. У 1867 р. відбулося освячення нового кам'яного Свято-Георгіївського храму. Селяни в 1868 році почали збір пожертвувань на будівництво нової великої церкви. Таким чином,у с. Бургуджи був побудований храм, освячений на честь Святого Великомученика Георгія в 1878 році. 
У 1958 році після низки реорганізацій був утворений колгосп ім. Леніна, який проіснував до 1992 року. Наприкінці 1992 року колгосп ім. Леніна реорганізований в КСП «Агрофірма ім. Леніна». У лютому 2000 року КСП «Агрофірма ім. Леніна» реорганізовано в СВК «Агрофірма Бургуджи». У лютому 2004 року СВК «Аф Бургуджи» було реорганізовано шляхом приєднання до ФГ «АФ Бургуджи» і стало ФГ «АФ Бургуджи» На даний момент ФГ «АФ Бургуджи» — найбільше господарство в Арцизькому районі. Основним напрямком діяльності ФГ «АФ Бургуджи» є рослинництво.
12 червня 2020 року, відповідно до Розпорядження Кабінету Міністрів України від № 724-р «Про визначення адміністративних центрів та затвердження територій територіальних громад Одеської області», увійшло до складу Арцизької міської територіальної громади.
19 липня 2020 року, в результаті адміністративно-територіальної реформи і ліквідації Арцизького району, село увійшло до складу новоутвореного Болградського району.

## Населення
Згідно з переписом 1989 року населення села становило 3607 осіб, з яких 1711 чоловіків та 1896 жінок.
За переписом населення 2001 року в селі мешкало 3 230 осіб.

### Мова
Розподіл населення за рідною мовою за даними перепису 2001 року:
| Мова       | Відсоток |
| ---------- | -------- |
| болгарська | 86,18 %  |
| грецька    | 5,44 %   |
| російська  | 4,33 %   |
| українська | 3,02 %   |
| молдовська | 0,42 %   |
| вірменська | 0,24 %   |
| гагаузька  | 0,15 %   |
| румунська  | 0,03 %   |

## Герб і прапор
Щит розтятий і напівперетятий. У першому червоному полі срібні Святий Георгій Побідоносець з золотим німбом, що скаче на коні та пробиває списом змія. У другому зеленому полі - золотий сніп перев'язаний червоною стрічкою. У третьому срібному полі - червоне свердло — буравчик у стовп. Щит розміщений у золотому картуші та увінчаний золотою сільською короною.

### Символіка
Образ Святого Великомученика Георгія Побідоносця символізує Свято-Георгіївский сільський храм, що є символом віри та духовності. Сніп пшениці — символ благополуччя, достатку та родючості. Буравчик символізує фахівців з виготовлення металевих свердл, якими славилося село. Турецькою вони звалися «бургун», що нагадує стару назву села Бургуджії, звідки прибули болгарські переселенці.
Червоний колір символізує красу, мужність, боротьбу, зелений — родючість землі та процвітання сільського господарства, срібний — мудрість, чистоту та віру.

## Відомі особистості
- Базан Леонід (1985) — український і болгарський борець вільного стилю, триразовий призер чемпіонатів Європи, учасник Олімпійських ігор.
- Базика Володимир Петрович (1923—1994) — освітянин.
- Пейчев Дмитро Петрович (нар. 1943) — молдавський художник і болгарський поет.